# Pascal Lefèvre
Pour les articles homonymes, voir Lefèvre.
Pascal Lefèvre (né le 25 janvier 1965 à Saint-Quentin) est un athlète français, spécialiste du lancer du javelot. Il détenait le record de France de la discipline avec 82,56 m, établi le 26 août 1989 à Duisbourg, record qui a tenu pendant 34 ans .

## Biographie
Licencié à l'ASPTT Grenoble, Pascal Lefèvre remporte neuf fois consécutivement le titre de champion de France du lancer du javelot, de 1987 à 1995.
Il améliore à quatre reprises le record de France du lancer du javelot en établissant les marques de 80,84 m et 81,48 m en 1988, puis 82,10 m et 82,56 m en 1989. 
Dixième des Championnats du monde de 1987, à Rome, avec la marque de 77,14 m, il participe aux Jeux olympiques de 1988, à Séoul, mais ne franchit pas le cap des qualifications.
Le 26 août 1989, lors des Universiades d'été de Duisbourg, il fixe le record de France à 82,56 m, se classant deuxième du concours derrière le Britannique Steve Backley. Toujours en 1989, il remporte la médaille d'argent des Jeux de la Francophonie
En 1990, il se classe septième des championnats d'Europe de Split, avec un lancer à 79,98 m. Il est éliminé dès les qualifications des championnats du monde 1991 et 1993.

## Palmarès

### International
| Date | Compétition                | Lieu      | Résultat | Épreuve           | Performance |
| ---- | -------------------------- | --------- | -------- | ----------------- | ----------- |
| 1987 | Championnats du monde      | Rome      | 10e      | Lancer du javelot | 77,14 m     |
| 1989 | Universiades d'été         | Duisbourg | 2e       | Lancer du javelot | 82,56 m     |
| 1989 | Jeux de la Francophonie    | Rabat     | 2e       | Lancer du javelot | 72,80 m     |
| 1989 | Coupe d'Europe des nations | Gateshead | 4e       | Lancer du javelot | 77,36 m     |
| 1990 | Championnats d'Europe      | Split     | 7e       | Lancer du javelot | 79,98 m     |
| 1991 | Coupe d'Europe des nations | Francfort | 4e       | Lancer du javelot | 80,44 m     |

### National
- Championnats de France d'athlétisme :
  - vainqueur du lancer du javelot en 1987, 1988, 1989, 1990, 1991, 1992, 1993, 1994 et 1995

## Records
| Épreuve           | Performance  | Lieu      | Date         |
| ----------------- | ------------ | --------- | ------------ |
| Lancer du javelot | 82,56 m (NR) | Duisbourg | 26 août 1989 |